# Тауке
Тауке́ (каз. Тәуке) — село у складі Тарбагатайського району Східноказахстанської області Казахстану. Входить до складу Кабанбайського сільського округу.
Населення — 240 осіб (2021; 266 у 2009, 515 у 1999, 585 у 1989).
Національний склад станом на 1989 рік:
- казахи — 100 %

Станом на 1989 рік село називалось Чорга, у радянські часи називалось також Откормсовхоз.